# Grève de 1946 à la Montréal Cottons Company

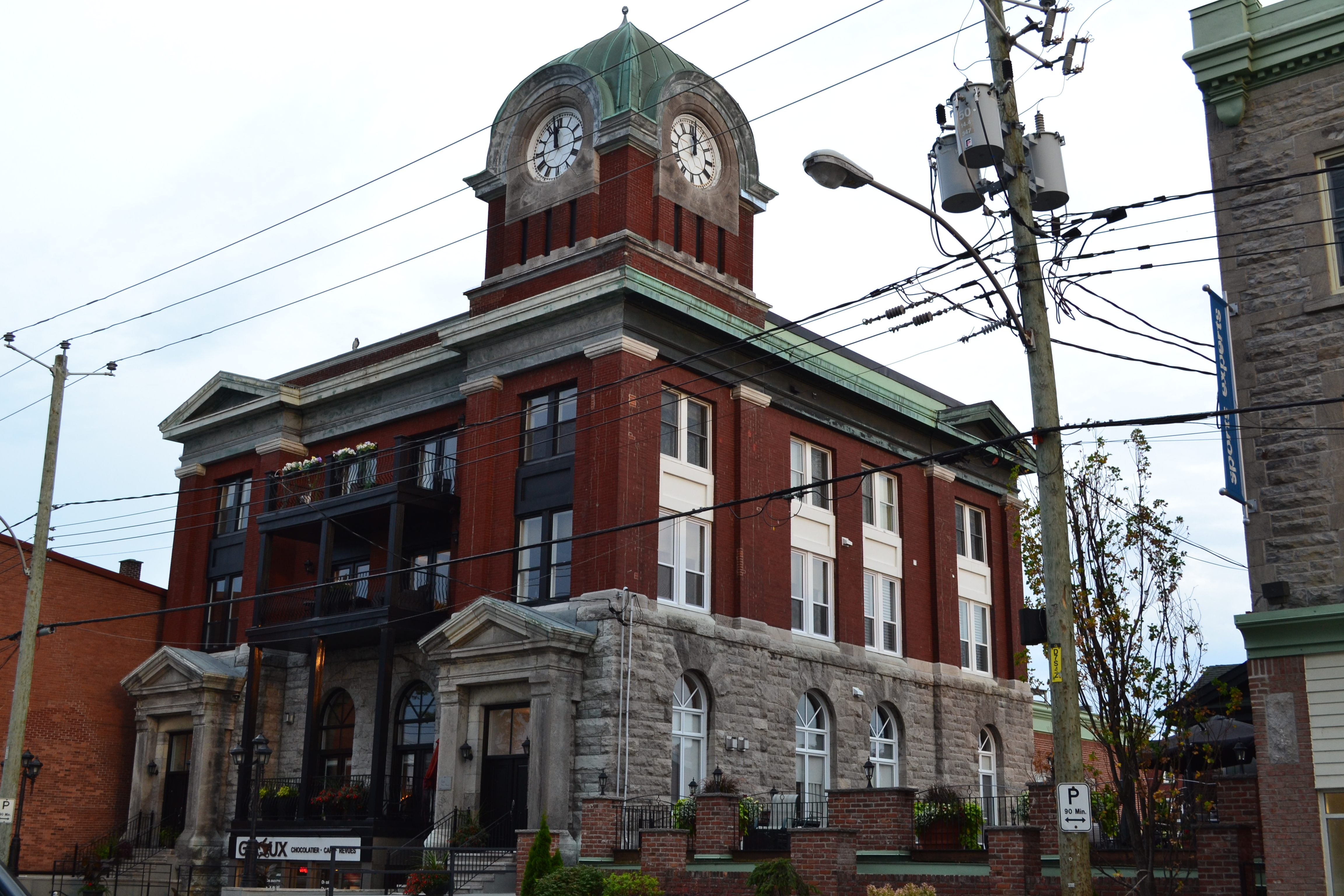
Centre-ville de Salaberry de Valleyfield.

La grève de 1946 à la Montréal Cottons Company fut une grève d'une durée de cent jours des 3 000 travailleurs de l'usine de la Montréal Cottons Company située à Salaberry-de-Valleyfield au Québec.

## Contexte
De 1878 jusqu'aux années 1940, Salaberry-de-Valleyfield est une ville sous le monopole de la Montréal Cottons Company. L'entreprise avait un grand contrôle sur la ville, car elle fournissait emplois, logement et nourriture à une grande partie de ses citoyens.

## Déroulement de la grève
Le 1er juin 1946, plus de 3 000 travailleurs de l'usine de la Montreal Cotton à Valleyfield et 3 000 travailleurs de quatre usines de la Dominion Textile à Montréal, déclenche une grève. Les ouvriers exigeaient une augmentation de salaire de quinze cents de l'heure, la semaine de travail de quarante heures, une compensation pour le travail supplémentaire, de meilleures conditions de travail et la reconnaissance du syndicat.
Le 13 août à 11 heures du matin, environ cinq mille personnes, en majorité des femmes et des enfants, se sont rassemblés à l'usine en soutien à la grève. Deux jours plus tard une confrontation entre policiers et grévistes tourne à l'émeute. Les ouvriers  du textile sont en grève depuis plus d'un mois.
Le 5 septembre la grève prend fin.

## Contribution des femmes
Les femmes ont activement contribué à la grève en tant que piqueteuses, activistes, recruteuses, militantes et dirigeantes syndical.Madeleine Parent fut une dirigeante syndicale, une négociatrice et une activiste très en vue au cours de la grève. Elle a influencé et a encouragé les femmes à participer activement à la grève.